# 풍천군
| Daedongyeojido (Gyujanggak) 10-06.jpg | Daedongyeojido (Gyujanggak) 10-05.jpg |
| Daedongyeojido (Gyujanggak) 11-06.jpg | Daedongyeojido (Gyujanggak) 11-05.jpg |

풍천군(豐川郡)은 황해남도 과일군의 조선시대 지명이다.

## 역사
고구려의 구을현(仇乙縣)이며, 굴천(屈遷)이라고도 불렀다.
고려에서 풍주(豐州)로 고치어, 995년(고려 성종)에 도호부(都護府)로 승격하였다가, 1018년(고려 현종(顯宗) 9년)에 방어사(防禦使)로 고쳤다.
1397년(조선 태조 6년) 진(鎭)을 두어 병마사(兵馬使)로 지주사(知州事)를 겸하게 하였으며, 1413년(조선 태종(太宗) 13년)에 풍천군(豐川郡)으로 고쳤다.
1414년 은율현(殷栗縣)을 합쳐서 풍률군(豐栗郡)이라 하였는데, 1415년에 다시 은율 현감(殷栗縣監)을 설치하고, 도로 풍천으로 하였다가, 1423년(세종 5년) 에 병마사를 고쳐 첨절제사(僉節制使)로 하였다.
1895년(조선 고종 32) 지방제도 개정으로 풍천군이 되어 해주부 관할이 되었다가, 1896년 황해도 풍천군이 되었다.
1909년 풍천군을 폐지하여 송화군(松禾郡)에 합병하였다.
1967년 과일군으로 분리되었다.

## 별호
- 별호는 서하(西河)다. 순화(淳化) 때에 정한 것이다.

## 성씨
토성(土姓)
- 풍천 임씨(任)
- 풍천 노씨(盧)
- 풍천 문씨(文)
- 풍천 김씨(金)

망성(亡姓)
- 옥(玉)

래성(來姓)
- 양(楊)
- 오(吳)
- 래(來)